# 親水

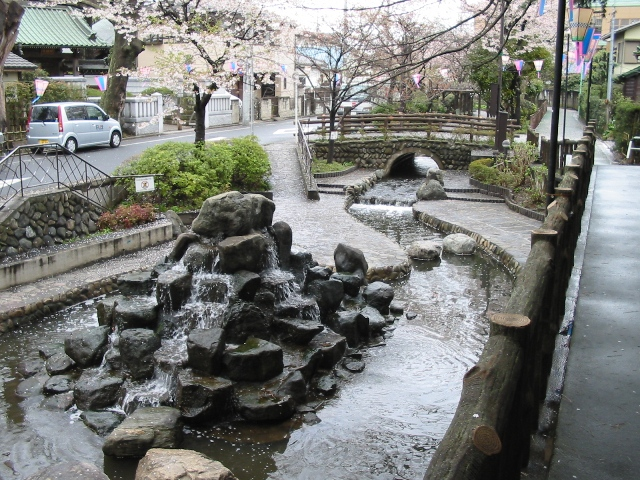
古川親水公園（東京都江戸川区江戸川）は最古の親水公園である。

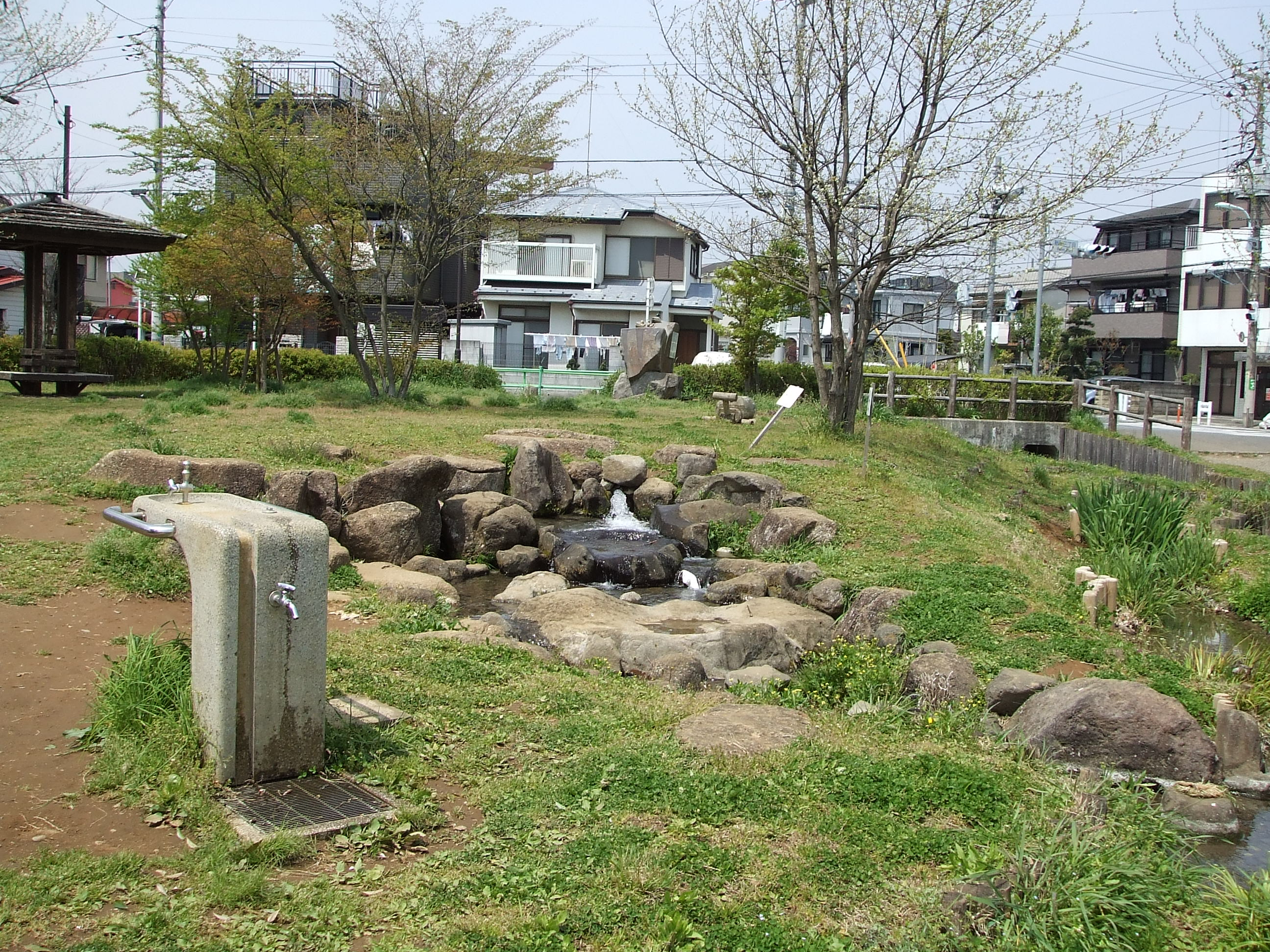
親水公園の例。東京都日野市

親水（しんすい）は、水と親しむこと。水や川に触れることで水や川に対する親しみを深めることを指す造語で、1960年代の後半、都市河川が水害や公害に悩まされた時期に東京都の河川計画の技術者の自主的な研究活動が支えとなり、東京都土木技術研究所（現·土木技術支援・人材育成センター）の山本彌四郎らが使った用語である。1969年から1970年に土木学会年次学術講演会で発表され広まった 。
古来、河川の氾濫は人々に大きな被害をもたらしてきたため、治水は行政にとって重要な課題であった。従来の治水、利水の機能は物理的な機能に重点を置いたものであり、「流水機能」と位置付けられるものであった。これに対置するように、景観、エコロジー、レクリエーション、気候調節、心理的存在などを包含する新しい概念として「親水機能」の概念が生み出された。また、河川が人間とのかかわり合いのもとに自然的、社会的に存在するだけでなく、人間の心理的、精神的な関係までに象徴化し、捉えることの重要性が強調された。
近年、環境問題がクローズアップされ、河川においても、治水、利水のほかに「親水」が重視されるようになった。治水のためにコンクリート護岸になってしまった川を、自然護岸あるいはそれに近い状態に戻すことによって人と川との障壁を取り払い、川への親しみを取り戻し、水質汚濁を防ぎ生物にやさしい川を回復したいという市民の欲求が高まり、各地に「水に親しむ」ことを目的とした親水公園が作られている。

## 親水の取り組み

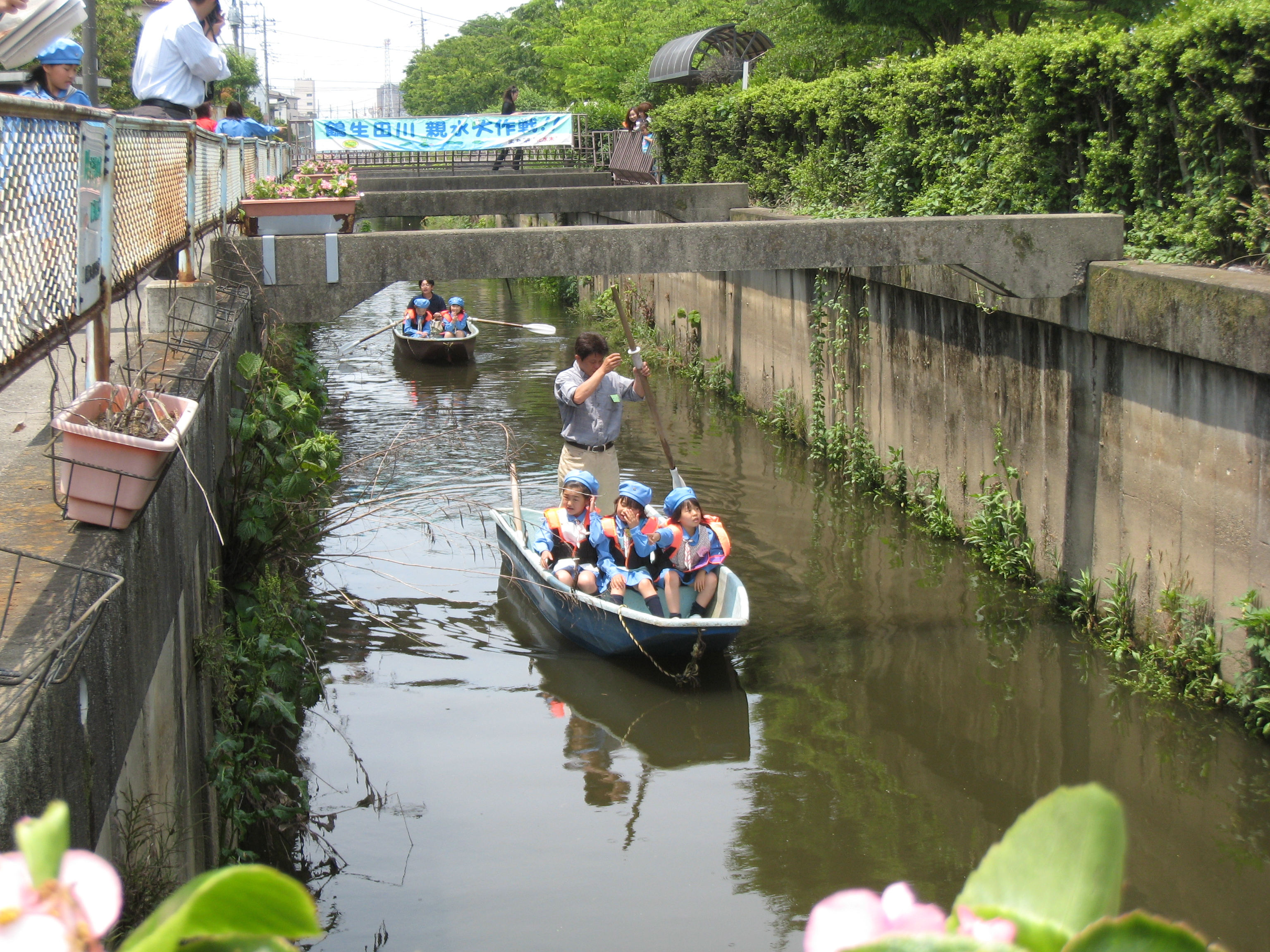
鶴生田川の親水大作戦

鶴生田川（館林市）の親水大作戦
館林市街地の活性化に取り組んでいる「まち研」の中のグループの1つ「花水木」は、2002年（平成14年）以来毎年2回、川沿いのプランターの花の植え替えとともに、子供たちにボートによる川下りを体験してもらい、川への親しみを深めてもらおうという取り組み（親水大作戦）を続けている。

## 親水公園
親水公園（しんすいこうえん）は、水質汚濁や護岸工事などの影響で水辺から遠ざけられた都市住民のために、河川・湖沼・海浜など水辺の地形を利用して、水と親しめるように（＝親水）作られた公園である。日本の親水公園は1973年（昭和48年）に完成した江戸川区の古川親水公園に始まる。
親水公園・親水緑道は、公園としての用途のみならず、消防水利、延焼遮断帯、大規模災害時の生活用水及びトイレ用水等の雑用水の水源、避難場所、通路等として利用される。

### 主な親水公園
北海道
- 北海幹線用水路親水公園
- 水と緑のアメニティパーク「流れのプラザ」（砂川市）
- 遊緑通り（美唄市）
- 北海幹線用水路鳩が丘緑地、同・駒園緑地（岩見沢市）
- 水明公園（岩見沢市）
- 北村中央公園（岩見沢市北村）

福島県
- あぶくま親水公園（福島市）

- 智恵子大橋川之端粟舟の渡し場
- 広瀬川 (福島県) 河川敷親水公園
- 祓川 (福島市) 親水公園
- 広瀬川親水公園

茨城県
- 常陸大宮市辰ノ口親水公園
- 霞ヶ浦ふれあいランド親水公園

群馬県
- 水道山親水公園（太田市）
- 沼尾川親水公園（渋川市・沼尾川）

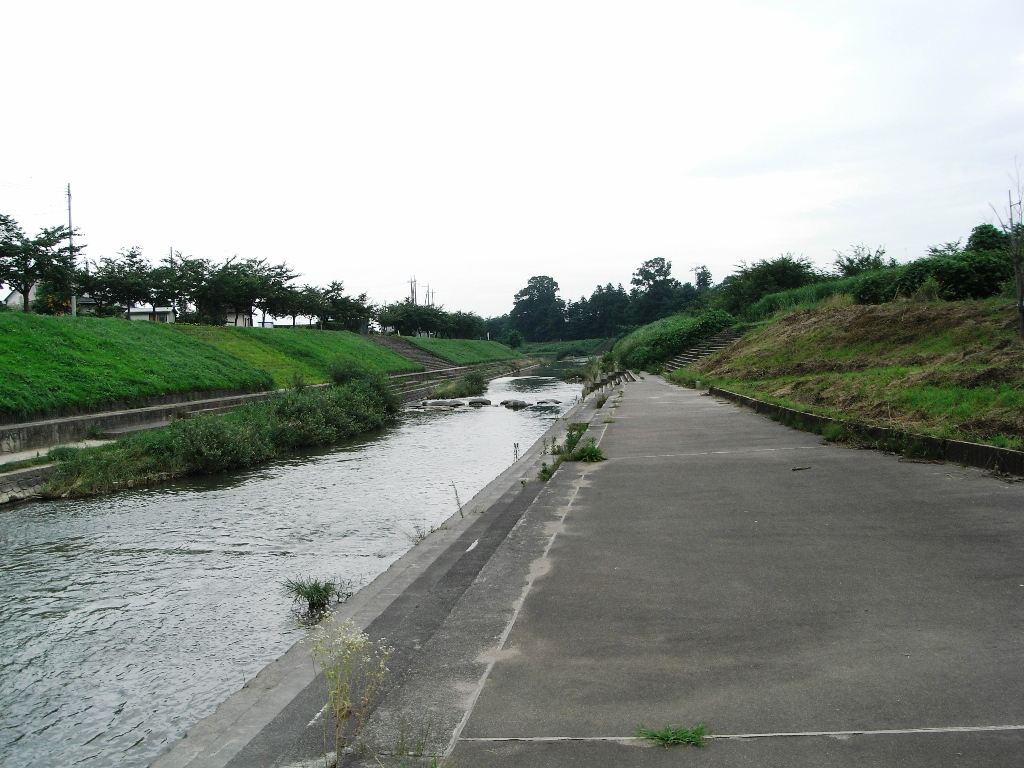
逢瀬川親水公園

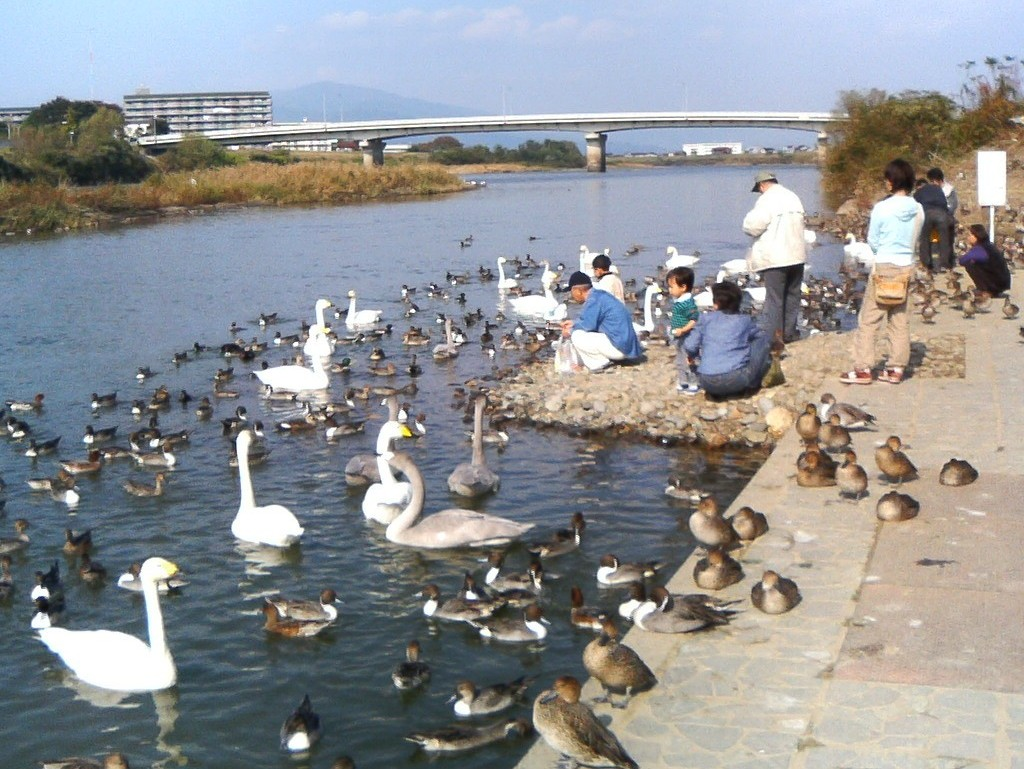
あぶくま親水公園

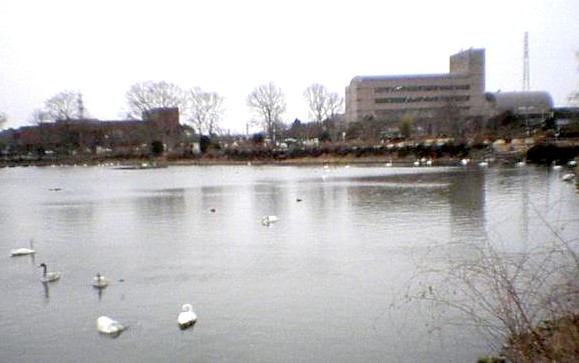
一の関ため池親水公園

- 小平の里親水公園（みどり市、群馬県で最初の親水公園）
- 道の駅月夜野矢瀬親水公園
- 群馬の水郷
- 三波川小平河川公園
- 安堀町広瀬川 (群馬県) ラブリバー親水公園うぬき（伊勢崎市）
- 下久保ダム三波石峡親水公園
- 妙参寺沼親水公園
- 矢瀬遺跡親水公園

栃木県
- 釜川プロムナード（宇都宮市）
- 徳次郎二宮堰親水公園
- 銅親水公園（日光市）
- 蓼沼親水公園（河内郡上三川町）
- 余笹川黒田原親水公園
- 足尾砂防ダム 銅親水公園・足尾環境学習センター
- 鬼怒川流域親水公園
- 栃木市中洲親水公園
- 東荒川ダム親水公園 尚仁沢湧水

埼玉県
- いろは親水公園（志木市）
- 東原親水公園（ふじみ野市）
- 安比奈親水公園（川越市）
- 川越親水公園（川越市）
- 八潮親水公園（八潮市）
- 葛西親水公園（羽生市）
- 三郷中央駅前親水公園｢におどり公園｣（三郷市）
- 会の川親水公園（加須市）
- 大池親水公園（春日部市）
- 薬師沼親水公園（春日部市）
- 慈恩寺親水公園（さいたま市岩槻区）
- 越戸川赤池親水公園（和光市）
- 菖蒲川 (埼玉県) 戸田橋親水公園
- 濯紫公園
- 新河岸川河岸場跡
- 新河岸川堤いろは親水公園
- 黒目川護岸
- 飯能市民球場親水公園
- 逆川 (越谷市) 大吉調節池親水公園
- 戸田橋親水公園
- ふじみ野市東原親水公園
- 辻用水六辻親水公園

千葉県
- 手賀沼親水公園（我孫子市）
- 佐久間ダム湖親水公園（鋸南町）
- 船橋港親水公園（船橋市）

東京都
- 呑川親水公園（世田谷区）
- 谷端川親水公園（豊島区）
- 谷端川第二親水公園（豊島区）
- 千川親水公園（豊島区）
- 舟渡水辺公園（板橋区）
- 音無親水公園（北区）
- 大横川親水公園（墨田区）
- 見沼代親水公園（足立区）
- 曳舟川親水公園（葛飾区）
- 横十間川親水公園（江東区）
- 仙台堀川公園（江東区）
- 木場親水公園（江東区）
- 古石場川親水公園（江東区）
- 小松川境川親水公園（江戸川区）
- 新長島川親水公園（江戸川区）
- 古川親水公園（江戸川区）※日本で最初の親水公園
- 一之江境川親水公園（江戸川区）
- 新左近川親水公園（江戸川区）
- 多摩川親水公園（府中市）
- よそう森公園（日野市）
- 向島用水 親水路（日野市）
- 黒川清流公園（日野市）
- 大丸親水公園（稲城市）
- 羽村市親水公園（羽村市）
- 一の橋公園
- 葛西臨海公園と親水公園へのみち（江戸川区）
- 左近川親水公園
- 上谷戸（かさやと）親水公園（稲城市）
- 大丸用水大丸親水公園
- 黒川清流公園
- 水の広場公園
- 丸子川親水公園
- 東村山市空堀川親水公園
- 出井の泉
- 東和親水公園
- 日野市向島用水
- 竪川 (東京都)
- 新島親水公園

- 恩田川芹ヶ谷公園（町田市）

神奈川県
- 引地川親水公園（藤沢市）
- 㹨川 親水公園
- 大庭 (藤沢市) 引地川親水公園
- 帷子川西谷親水公園
- 早渕川親水公園
- うみかぜ公園

千葉県
- 船橋港親水公園（船橋市）
- 手賀沼親水広場（我孫子市）
- ユーカリが丘親水公園「宮の杜公園」
- ヅウダ親水公園
- 袖ケ浦海浜公園
- 根木名川親水公園事業
- 上総湊神田橋親水公園
- 湊親水公園
- 下総親水公園
- 船橋港親水公園（船橋市）
- 北千葉導水路親水公園

山梨県

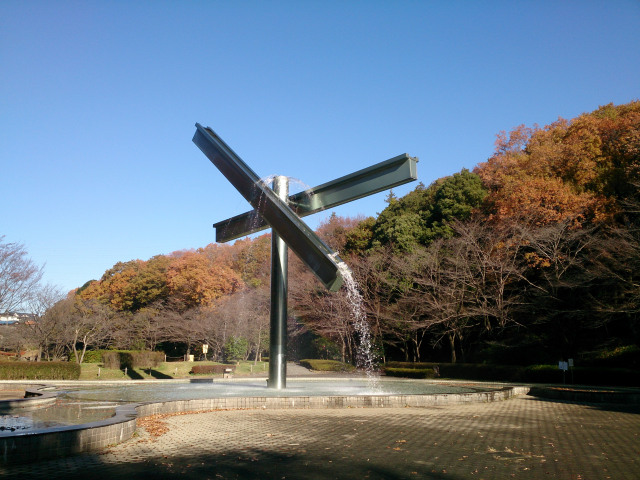
芹ヶ谷公園

- 道の駅富士吉田 富士山親水公園(富士吉田市立富士山レーダードーム館)
- 長池親水公園（山中湖）
- 濁川 (山梨県) 親水公園
- 富士川親水公園（富士川大橋東岸南側）

京都府
- 堀川 (京都府)
- 袋谷親水公園
- 舞鶴親海公園

徳島県
- 徳島中央公園
- 新町川公園
- 新町川水際公園
- 中徳島河畔緑地
- 赤池川水ぎわ公園
- 鮎喰川河川敷緑地
- 撫養川親水公園
- 北島町水辺交流プラザ
- 土々呂の滝親水公園
- 前川親水公園

その他地域
- 愛西市親水公園(旧佐屋町親水公園)
- 山陽魚住中尾親水公園
- 下条川 (富山県)#親水公園
- 谷山川親水公園
- 阪内川親水公園（三重県）
- 水分れ公園
- 柳が崎湖畔公園（滋賀県）
- 原野谷川親水公園（静岡県）
- 冬山河親水公園（台湾・宜蘭県）
- 古九谷の杜親水公園（石川県加賀市）
- 遠敷川#鵜の瀬親水公園
- 堀江新池親水公園
- 西崎 (糸満市) 西崎親水公園
- 大井川親水公園（静岡県道）
- 桃川親水公園
- 炭川親水公園
- 道の駅みやもり親水公園
- 道の駅奥入瀬親水公園
- 道の駅おがわら湖親水公園
- 赤川 (青森市東部) はまなす公園（仮称赤川親水公園）
- 於古川親水公園
- 道の駅吉野路 黒滝親水公園）
- 曽代用水親水公園が整備
- 片瀬白田駅親水公園
- 藤里峡親水公園
- 都賀川親水公園
- 寺田池親水公園
- 柊野堰堤鴨川ひろば
- 八楽溜親水公園
- 熱海サンビーチ・親水公園（静岡県）
- 恋路島を臨む親水公園（熊本県）
- 道の駅遠山郷親水公園
- 東郷町宍野五色親水公園
- 新改駅平山親水公園
- 広島市旧太田川基町アパート沿親水公園
- 静岡市中尾羽根親水公園
- 宮川親水公園
- 白鳥公園
- 紀宝町大里親水公園
- 与謝野町野田川親水公園
- 神埼市城原川親水公園（水辺の楽校）
- 七ヶ宿ダム材木岩親水公園
- 香川天保山親水公園
- 福岡県棚田親水公園
- 玉野市田井新港親水公園
- 高千穂鉄道高千穂線高森トンネル親水公園
- 倉敷市酒津公園
- 縄手通り商店街女鳥羽川親水公園
- 明石市中尾親水公園
- 広島港ベイサイドビーチ坂・親水公園
- 湖南市 野洲川親水公園
- 鋸南町江月水仙ロード・をくづれ水仙郷・佐久間ダム親水公園
- 川根本町くのわき親水公園
- 棚田親水公園（福岡県東峰村宝珠山川)
- 石打ダム親水公園
- 北投温泉親水公園
- 竹崎親水公園
- 周南市・晴海埠頭の親水公園
- 新井用水親水公園
- 三重宮川親水公園
- 永山新川水辺の環境整備
- 金沢清水親水公園「八幡平トラウトガーデン」
- 姫川親水公園源流湧水
- 早池峰ダム親水公園
- 五結郷冬山河親水公園
- 義竹親水公園
- 関山親水公園（関山鎮）
- 大仏橋阿武隈川河畔遊歩道親水公園
- 新埤郷建功森林親水公園
- 新城郷龍泉親水公園
- 下條村下條親水公園
- 宇検村四級親水公園
- 児島市「ブリッジランド」親水公園「橋の公園」
- 岳南原田駅鎧ヶ渕親水公園
- 峨龍の滝（峨龍親水公園）
- あさぎり町寺池親水公園
- 亀田川親水公園
- 漢那ダム親水公園
- 志布志市高下谷親水公園
- 熱海親水公園/熱海渚親水公園
- 熊本坪井川親水公園
- 田瀬ダム親水公園
- 大井川親水公園
- 神戸空港 島西緑地親水公園
- 清渓川親水公園
- スマランガラン川親水公園
- 犬鳴村犬鳴ダム奥の親水公園
- リバーモール
- 新竹市護城河親水公園
- 中川根町くのわき親水公園
- 三重親水公園
- 有明町 (鹿児島県) 高下谷親水公園
- 北投温泉親水公園
- 尼子駅駅前親水公園
- 倉敷川船溜り跡親水公園
- 袋井市原野谷川親水公園

## 親水護岸
護岸は本来、水流から構造物の侵食を防ぐ施設であるが、親水機能を持たせた護岸が各地で設けられている。
- あぶくま親水公園 - 白鳥桟橋の親水護岸。
- 水の広場公園 - 水辺に親しめるように親水護岸が整備されている。
- 石澄川 - 一部に親水護岸が見られる。
- 引地川 - モデル事業の指定を受けて以来、遊水地建設とともに引地川親水公園（藤沢市）親水護岸などが設置される。
- 旧中川 - 現在、親水護岸整備が進行中。
- 湯殿川 - 河川整備に伴い遊歩道、親水護岸が設置されている。
- 初立池 - 周辺は「初立池公園」として親水護岸や散策路が整備されている。
- 白沢川 (名古屋市) - 護岸整備が行われ、小幡緑地や城土公園の川縁に親水護岸が設置されている。
- 山形五堰ふれあい通り親水護岸
- 芦田川・堂々川砂留群・堂々公園 - 周辺親水護岸や公園が県により整備されている。堂々川の護岸は石組で作られた親水護岸で、河川敷に芝生が植えられている他、公園も日本庭園風に造られている。
- 境川 (東京都・神奈川県) - 神奈川県が多自然型川づくり・親水護岸整備など都市河川重点整備計画「safetyリバー50」を策定して整備。
- 水俣湾親水護岸 - 2006年に水俣病慰霊の碑が建立された。
- ハウステンボス石積み - ハウステンボスでは親水護岸と呼んでいる。白鳥などの水鳥も、運河から容易に陸部にアプローチできる。
- 葛南港区習志野親水護岸 - 千葉市と習志野市にまたがる海岸に、延長470m（千葉市部分70m、習志野市部分400m）親水護岸の整備が進められている。
- 相野谷川親水護岸 - 国土交通省近畿地方整備局で整備。
- 天神川 - 支流の御室川が合流するまでの区間の大部分は親水護岸が整備されている。
- 梅田橋親水護岸 - 茅ヶ崎市、普段締め切られている親水護岸で川遊びを実施。